# Plave
Plave (hangul: 플레이브; estilizado em letras maiúsculas) é um grupo masculino virtual sul-coreano formado pela Vlast. O grupo é constituído por cinco integrantes: Yejun, Noah, Bamby, Eunho e Hamin.

## Nome
O nome do grupo "Plave" é uma palavra composta que combina Play e Rêve (Sonho), simbolizando sua visão de mundo de criar um novo espaço para realizar seus sonhos.

## História
2022–2023: Introdução e estreia oficial
Plave foi apresentado através de uma transmissão ao vivo em seus canais oficiais do YouTube e Twitch em 15 de setembro de 2022. O grupo fez sua estreia oficial em 12 de março de 2024, com o lançamento de seu primeiro single-álbum Asterum, um espaço misterioso que existe entre Caelum e Terra onde eles encontram seus fãs, de acordo com visão de mundo do Plave.
O segundo extended-play (EP) do grupo, Asterum: The Shape of Things to Come alcançou um milhão de streams em 13 horas e um total de 1.7 milhão de reproduções 24 horas após o lançamento, entrando no Melon Hall of Fame. Em 17 de novembro de 2023, foi revelado que o grupo havia sido indicado ao prêmio de Rookie do Ano no Melon Music Awards.
Durante sua transmissão ao vivo em 12 de dezembro de 2023, os integrantes anunciaram que iriam ingressar no Weverse, abrindo posteriormente uma adesão oficial ao fã-clube por meio do aplicativo no início de 2024. Plave é o primeiro grupo virtual a aderir à plataforma.
2024–presente: Primeiro aniversário e concerto de fãs
Em 26 de fevereiro de 2024, seu segundo EP, Asterum: 134-1, foi lançado e vendeu 221.151 unidades físicas em seu primeiro dia e 569.289 cópias em uma semana, um novo recorde para o grupo. A faixa principal, "Way 4 Luv", conquistou o primeiro lugar em dois programas musicais semanais coreanos, Show Champion e Show! Music Core, tornando-os o primeiro grupo virtual da história alcançar o primeiro lugar.
Plave comemorou seu aniversário de estreia em 12 de março de 2024, com uma transmissão ao vivo em seu canal no YouTube, conquistando mais de 35.000 espectadores ao vivo de todo o mundo. Em comemoração ao seu primeiro aniversário, uma loja pop-up com o tema da canção "Way 4 Luv" foi aberta por duas semanas no início de março de 2024 no The Hyundai Seoul, Coreia do Sul. Eles realizaram seu primeiro concerto de fãs em 13 e 14 de abril de 2024 no Olympic Hall, Seul, Coreia do Sul. Em 3 de fevereiro de 2025, o grupo lançou seu terceiro EP, Caligo Pt. 1, que estreou na segunda posição da Circle Album Chart, vendendo 1.101.742 unidades em sua primeira semana. O carro-chefe do projeto, "Dash", estreou na terceira posição da Circle Digital Chart e conquistou o primeiro lugar no Show Champion.

## Integrantes
- Yejun (예준) – líder, vocalista, produtor[17][18][19]
- Noah (노아) – vocalista, produtor[18][19]
- Hamin (하민) – rapper, dançarino, coreógrafo[20][19]
- Eunho (은호) – rapper, vocalista, produtor[21][18][19]
- Bamby (밤비) – vocalista, dançarino, coreógrafo[22][19]

## Discografia

### Extended plays
| Título                               | Detalhes                                                                                             | Posições nas tabelas | Posições nas tabelas | Posições nas tabelas | Vendas                         | Certificados                                    |
| Título                               | Detalhes                                                                                             | COR                  | JAP                  | JAP Hot              | Vendas                         | Certificados                                    |
| ------------------------------------ | --- | -------------------- | -------------------- | -------------------- | ------------------------------ | ----------------------------------------------- |
| Asterum: The Shape of Things to Come | - Lançamento: 24 de agosto de 2023 - Gravadora: Vlast - Formatos: CD, download digital, streaming    | 2                    | —                    | —                    | - COR: 353.824                 | - KMCA: Platina                                 |
| Asterum: 134-1                       | - Lançamento: 26 de fevereiro de 2024 - Gravadora: Vlast - Formatos: CD, download digital, streaming | 1                    | 9                    | —                    | - COR: 813.290 - JAP: 10.541   | - KMCA: 2× Platina - KMCA: Platina              |
| Caligo Pt. 1                         | - Lançamento: 3 de fevereiro de 2025 - Gravadora: Vlast - Formatos: CD, download digital, streaming  | 2                    | 5                    | 9                    | - COR: 1.193.772 - JAP: 27.344 | - KMCA: 3× Platina - KMCA: Platina - RIAJ: Ouro |

### Single-álbums
| Título  | Detalhes                                                                                         | Posições nas tabelas | Vendas         |
| Título  | Detalhes                                                                                         | COR                  | Vendas         |
| ------- | ------------------------------------------------------------------------------------------------ | -------------------- | -------------- |
| Asterum | - Lançamento: 12 de março de 2023 - Gravadora: Vlast - Formatos: CD, download digital, streaming | 10                   | - COR: 229.934 |

### Singles

#### Singlescoreanos
| Título                            | Ano      | Posições nas tabelas | Posições nas tabelas | Posições nas tabelas | Posições nas tabelas | Álbum                                |
| Título                            | Ano      | COR                  | COR Billb.           | WW                   | WW Excl. US          | Álbum                                |
| Coreanos                          | Coreanos | Coreanos             | Coreanos             | Coreanos             | Coreanos             | Coreanos                             |
| --------------------------------- | -------- | -------------------- | -------------------- | -------------------- | -------------------- | ------------------------------------ |
| "Wait for You" (기다릴게)         | 2023     | —                    | 15                   | —                    | —                    | Asterum                              |
| "Why?" (왜요 왜요 왜?)            | 2023     | 87                   | —                    | —                    | —                    | Asterum: The Shape of Things to Come |
| "The 6th Summer" (여섯 번째 여름) | 2023     | 69                   | 6                    | —                    | —                    | Asterum: The Shape of Things to Come |
| "Merry PLLIstmas"                 | 2023     | 6                    | 4                    | —                    | —                    | Asterum: 134-1                       |
| "Way 4 Luv"                       | 2024     | 6                    | 2                    | —                    | 196                  | Asterum: 134-1                       |
| "Pump Up the Volume!"             | 2024     | 1                    | 1                    | —                    | 143                  | —                                    |
| "Dash"                            | 2025     | 3                    | —                    | 195                  | 89                   | Caligo Pt. 1                         |

#### Singlesjaponeses
| Título                       | Ano  | Posições nas tabelas | Posições nas tabelas | Posições nas tabelas | Vendas         | Certificados | Álbum |
| Título                       | Ano  | COR                  | JAP                  | JAP Hot              | Vendas         | Certificados | Álbum |
| ---------------------------- | ---- | -------------------- | -------------------- | -------------------- | -------------- | ------------ | ----- |
| "Hide and Seek" (かくれんぼ) | 2025 | 92                   | 1                    | 1                    | - JAP: 230.794 | - RIAJ: Ouro | —     |

### Aparições em trilhas sonoroas
| Título                        | Ano  | Posições nas tabelas | Posições nas tabelas | Álbum            |
| Título                        | Ano  | COR                  | COR Billb.           | Álbum            |
| ----------------------------- | ---- | -------------------- | -------------------- | ---------------- |
| "What If" (달랐을까)          | 2024 | 10                   | 10                   | Dear Hyeri       |
| "We Don't Stop" (멈추지 않아) | 2024 | 55                   | —                    | The Fiery Priest |

### Outras canções que entraram nas tabelas
| Título                         | Ano  | Posição nas tabelas | Posição nas tabelas | Posição nas tabelas | Álbum                                |
| Título                         | Ano  | COR                 | COR Billb.          | WW Excl. US         | Álbum                                |
| ------------------------------ | ---- | ------------------- | ------------------- | ------------------- | ------------------------------------ |
| "Pixel World"                  | 2023 | —                   | —                   | —                   | Asterum                              |
| "I Just Love Ya"               | 2023 | 135                 | —                   | —                   | Asterum: The Shape of Things to Come |
| "Dear. PLLI"                   | 2023 | 137                 | 24                  | —                   | Asterum: The Shape of Things to Come |
| "Watch Me Woo!"                | 2024 | 41                  | 5                   | —                   | Asterum: 134-1                       |
| "Virtual Idol" (버추얼 아이돌) | 2024 | 47                  | 6                   | —                   | Asterum: 134-1                       |
| "From"                         | 2024 | 48                  | 4                   | —                   | Asterum: 134-1                       |
| "Our Movie" (우리 영화)        | 2024 | 44                  | 3                   | —                   | Asterum: 134-1                       |
| "Rizz"                         | 2025 | 13                  | —                   | 111                 | Caligo Pt. 1                         |
| "Chroma Drift"                 | 2025 | 14                  | —                   | 115                 | Caligo Pt. 1                         |
| "Island"                       | 2025 | 16                  | —                   | 128                 | Caligo Pt. 1                         |
| "12:32 (A to T)"               | 2025 | 17                  | —                   | —                   | Caligo Pt. 1                         |
| "Rizz" (versão japonesa)       | 2025 | 191                 | —                   | —                   | Kakurenbo - Single                   |

## Concertos

### Como ato principal
- Plave The 1st Fan Concert 'Hello, Asterum!' (13 e 14 de abril de 2024)
- Plave Fan Concert 'Hello, Asterum! Encore' (5 e 6 de outubro de 2024)

### Dash: Quantum Leap Tour (2025)
| Data                   | Cidade    | País          | Local                            | Público | Ref.   |
| ---------------------- | --------- | ------------- | -------------------------------- | ------- | ------ |
| 15 de agosto de 2025   | Seul      | Coreia do Sul | KSPO Dome                        | —       | [ 48 ] |
| 16 de agosto de 2025   | Seul      | Coreia do Sul | KSPO Dome                        | —       | [ 48 ] |
| 17 de agosto de 2025   | Seul      | Coreia do Sul | KSPO Dome                        | —       | [ 48 ] |
| 23 de agosto de 2025   | Taipei    | Taiwan        | NTSU Arena                       | —       | [ 48 ] |
| 1º de outubro de 2025  | Hong Kong |               | AsiaWorld-Summit                 | —       | [ 48 ] |
| 18 de outubro de 2025  | Jakarta   | Indonésia     | Beach City International Stadium | —       | [ 48 ] |
| 25 de outubro de 2025  | Bangkok   | Tailândia     | UOB Live                         | —       | [ 48 ] |
| 1º de novembro de 2025 | Tóquio    | Japão         | —                                | —       | [ 48 ] |
| 2 de novembro de 2025  | Tóquio    | Japão         | —                                | —       | [ 48 ] |

### Participação
- Idol Radio Live In Seoul (23 de setembro de 2023) [canções apresentadas: "The 6th Summer" e "Why?"]
- Hanteo Music Awards 2024 (17 de fevereiro de 2024) [canção apresentada: "The 6th Summer"]
- Weverse Con 2024 (16 de junho de 2024) [canções apresentadas: "Why?", "Watch Me Woo!" e "Way 4 Luv"]
- Show! Music Core in Japan 2024 (30 de junho de 2024) [canções apresentadas: "Way 4 Luv" e "Virtual Idol"]
- Rakuten GirlsAward 2024 (10 de outubro de 2024) [canções apresentadas: "Watch Me Woo!" e "Wait for You"']
- MAMA 2024 (22 de novembro de 2024) [canção apresentada: "Way 4 Luv"]
- MMA 2024 (30 de novembro de 2024) [canções apresentadas: "Way 4 Luv" e "Pump Up the Volume!"]
- MBC Gayo Daejejeon 2024 (31 de dezembro de 2024) [canções apresentadas: "Pump Up the Volume!" e "Watch Me Woo"]

## Prêmios e indicações
| Premiação                    | Ano  | Categoria                                    | Indicação   | Resultado | Ref.          |
| ---------------------------- | ---- | -------------------------------------------- | ----------- | --------- | ------------- |
| Asia Star Entertainer Awards | 2024 | Melhor Artista Virtual                       | Plave       | Venceu    | [ 49 ]        |
| Circle Chart Music Awards    | 2023 | Rookie do Ano – Ouvintes Únicos de Streaming | Plave       | Indicado  | [ 50 ]        |
| The Fact Music Awards        | 2023 | Melhores Músicas – Outono                    | Plave       | Indicado  | [ 51 ]        |
| The Fact Music Awards        | 2024 | Escolha F N Star                             | Plave       | Venceu    | [ 51 ]        |
| Golden Disc Awards           | 2023 | Artista Popular                              | Plave       | Indicado  | [ 52 ]        |
| Golden Disc Awards           | 2023 | Artista Rookie do Ano                        | Plave       | Indicado  | [ 53 ]        |
| Hanteo Music Awards          | 2022 | Whos Fandom                                  | Plave       | Indicado  | [ 54 ]        |
| Hanteo Music Awards          | 2023 | Rookie do Ano – Masculino                    | Plave       | Indicado  | [ 55 ]        |
| Hanteo Music Awards          | 2023 | Prêmio Especial – Artista Virtual            | Plave       | Venceu    | [ 56 ]        |
| Hanteo Music Awards          | 2024 | Artista do Ano                               | Plave       | Venceu    | [ 57 ] [ 58 ] |
| Hanteo Music Awards          | 2024 | Artista Global – África                      | Plave       | Indicado  | [ 57 ] [ 58 ] |
| Hanteo Music Awards          | 2024 | Artista Global – América do Norte            | Plave       | Indicado  | [ 57 ] [ 58 ] |
| Hanteo Music Awards          | 2024 | Artista Global – América do Sul              | Plave       | Indicado  | [ 57 ] [ 58 ] |
| Hanteo Music Awards          | 2024 | Artista Global – Ásia                        | Plave       | Venceu    | [ 57 ] [ 58 ] |
| Hanteo Music Awards          | 2024 | Artista Global – Europa                      | Plave       | Indicado  | [ 57 ] [ 58 ] |
| Hanteo Music Awards          | 2024 | Artista Global – Oceania                     | Plave       | Indicado  | [ 57 ] [ 58 ] |
| Hanteo Music Awards          | 2024 | Whos Fandom – Masculino                      | Plave       | Indicado  | [ 57 ] [ 58 ] |
| MAMA Awards                  | 2024 | Melhor Performance Vocal - Grupo             | "Way 4 Luv" | Indicado  | [ 59 ]        |
| MAMA Awards                  | 2024 | Canção do Ano                                | "Way 4 Luv" | Indicado  | [ 59 ]        |
| MAMA Awards                  | 2024 | Top 10 Escolha dos Fãs - Masculino           | Plave       | Indicado  | [ 59 ]        |
| Melon Music Awards           | 2023 | Melhor Prêmio Alienígena                     | Plave       | Venceu    | [ 60 ]        |
| Melon Music Awards           | 2023 | Artista Millions Top 10                      | Plave       | Indicado  | [ 61 ]        |
| Melon Music Awards           | 2023 | Rookie do Ano                                | Plave       | Indicado  | [ 61 ]        |
| Mubeat Global Choice         | 2023 | Escolha Global - Masculino                   | Plave       | Indicado  | [ 62 ]        |
| Seoul Music Awards           | 2023 | Estrela da Nova Onda                         | Plave       | Venceu    | [ 63 ]        |
| Seoul Music Awards           | 2023 | Prêmio Rookie                                | Plave       | Indicado  | [ 64 ]        |
| Universal Superstar Awards   | 2024 | Super Rookie Universal                       | Plave       | Venceu    | [ 65 ] [ 66 ] |